# Italië op het Eurovisiesongfestival 1964

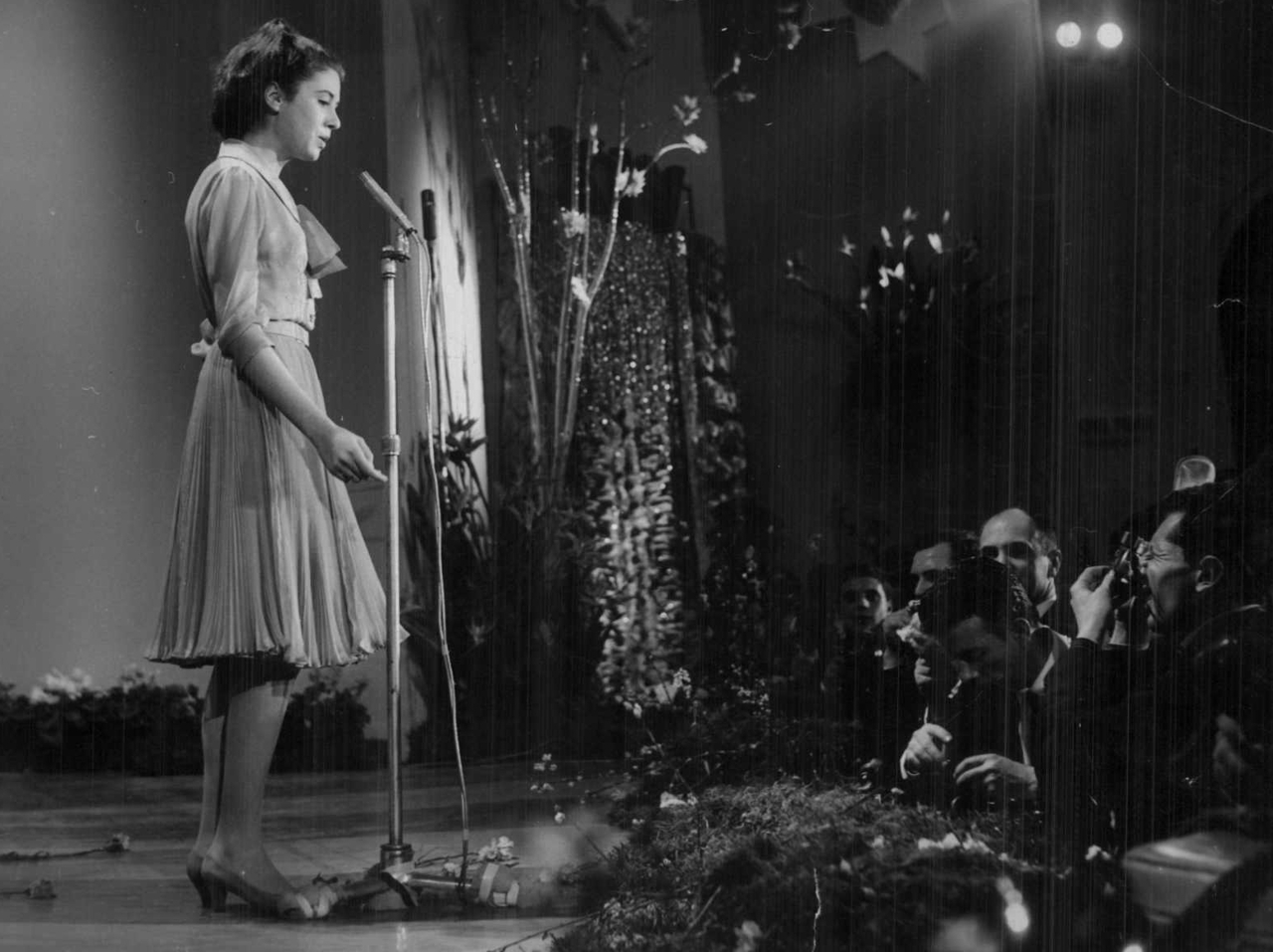
Gigliola Cinquetti tijdens haar winnende optreden op het festival van San Remo.

Italië deed mee aan het Eurovisiesongfestival 1964, dat werd gehouden in Kopenhagen, Denemarken. In 1964 deed Italië voor de negende keer mee aan het liedjesfestijn. 

## Selectieproces
De Italiaanse inzending werd naar jaarlijkse gewoonte via het Festival van San Remo gekozen. Het festival vond plaats van 30 januari tot en met 1 februari 1964. Aan deze editie namen 40 artiesten en 24 liedjes deel, elk nummer werd door twee verschillende artiesten uitgevoerd. Het nummer Non ho l'età (per amarti) werd in de eerste halve finale gezongen door de Italiaans-Franse zangeres Patricia Carli en in de tweede halve finale door Gigliola Cinquetti. 
In de finale brengen beide zangeressen het lied ten gehore. 20 jury’s van elk 15 personen bepalen de winnaar. Zij benoemen Gigliola Cinquetti tot winnares, waardoor zij Italië mocht vertegenwoordigen op het songfestival.
Het Italiaanse nummer Non ho l'età  werd gecomponeerd en geschreven door Mario Panzeri en Nicola Salerno.

## In Kopenhagen
Op 21 maart 1964 vond in het Tivolis Koncertsalde de finale plaats van het Eurovisiesongfestival, met in totaal 16 deelnemende landen. Cinquetti trad als twaalfde aan met haar zestien jaar was ze de jongste deelnemer van die avond. Het orkest stond onder leiding van Gianfranco Monaldi. Aan het eind van de puntentelling werd Italië met 49 punten tot winnaar uitgeroepen. Het was de eerste keer dat het land het festival wist te winnen.
Het land ontving van 8 landen, waaronder ook Nederland en België, het maximale van de te vergeven punten namelijk, 5.
1956 · 1957 · 1958 · 1959 · 1960 · 1961 · 1962 · 1963 · 1964 · 1965 · 1966 · 1967 · 1968 · 1969 · 1970 · 1971 · 1972 · 1973 · 1974 · 1975 · 1976 · 1977 · 1978 · 1979 · 1980 · 1981-1982 · 1983 · 1984 · 1985 · 1986 · 1987 · 1988 · 1989 · 1990 · 1991 · 1992 · 1993 · 1994-1996 · 1997 · 1998-2010 · 2011 · 2012 · 2013 · 2014 · 2015 · 2016 · 2017 · 2018 · 2019 · 2020 · 2021 · 2022 · 2023 · 2024 · 2025